# فرانشيسكو أرسي أرمينتا
فرانشيسكو أرسي أرمينتا (بالإسبانية: Francisco Arce Armenta)‏ مواليد 29 أغسطس 1981 في ولاية سينالوا، المكسيك، هو ملاكم محترف مكسيكي يصنف ضمن فئة وزن الريشة.

## إحصائيات
خاض خلال مسيرته 40 نزالا، فاز في 31 وتعادل في 1 وخسر في 6. فاز بالضربة القاضية في 22 نزالا.

## روابط خارجية
- فرانشيسكو أرسي أرمينتا على موقع بوكس ريك (الإنجليزية) (registration required)